# Josep Subirós i Puig
Josep (Pep) Subirós Puig (Figueres, Alt Empordà, 1947 - Torroella de Montgrí, Baix Empordà, 7 de maig de 2016) fou un narrador, assagista i filòsof.
Llicenciat en Filosofia i Lletres per la Universitat de Barcelona (1965-1970). Durant el franquisme participà en les Plataformes Anticapitalistes i l'Organització d'Esquerra Comunista. Entre 1973 i 1983 fou professor de filosofia a la Universitat Autònoma de Barcelona, membre del Col·legi de Filosofia i director de les revistes Transición i El Viejo Topo. Posteriorment fou coordinador de Cultura de l'Ajuntament de Barcelona i assessor de l'Alcalde Pasqual Maragall fins a 1997. Des d'aleshores va exercir com a escriptor, comissari d'exposicions i organitzador de projectes culturals. Alguns dels seus llibres han estat traduïts a l'alemany, al castellà, a l'italià i a l'anglès.
També es pare de la dramaturga i directora teatral Carlota Subirós

## Obra
Assaig
- 1984 Mites i raons de la modernitat
- 1992 L'esquerra i la qüestió nacional i altres paradoxes
- 1998 Breu història del futur i altres dispersions
- 2003 Sobre la felicitat i altres neguits (o de com totes les aigües es comuniquen)
- 2010 Ser immigrant a Catalunya. El testimoni de vint-i-dos protagonistes

Novel·la
- 1992 Full de dames
- 1996 Cita a Tombuctú
- 2006 Ara sé que és ella

Llibres de viatges
- 1993 La rosa del desert

Catàlegs d'exposició
- 2001 Àfriques: l'Artista i la Ciutat
- 2004 Bamako 03. Fotografia africana contemporània
- 2007 Johannesburg: Emerging/Diverging Metropolis
- 2007 Apartheid. El mirall sud-africà
- 2009 Bamako. VII Trobada africana de fotografia. A la ciutat i més enllà
- 2009 Jane Alexander. On Being Human
- 2011 Jane Alexander. Survey (from the Cape of Good Hope)

Castellà
- 1994 La rosa del desierto
- 1997 Cita en Tombuctú
- 1998 Breve historia del futuro
- 2005 Todas las aguas se comunican (Notas de viaje sobre la felicidad y otros desasosiegos)

## Guardons
- 1996 Premi Josep Pla de narrativa per Cita a Tombuctú